# Muzuca in Byzacena
Muzuca in Byzacena (łac. Diocesis Muzucensis in Byzacena) – stolica historycznej diecezji we Cesarstwie rzymskim w prowincji Byzacena, współcześnie w Tunezji. Obecnie katolickie biskupstwo tytularne.

## Biskupi
| Lp. | Biskup                | Funkcja                               | Od             | Do                |
| --- | --------------------- | ------------------------------------- | -------------- | ----------------- |
| 1   | Francis Xavier Fenech | emerytowany arcybiskup Jhansi (Indie) | 8 maja 1967    | 13 maja 1969      |
| 2   | Jean Pasquier         | biskup pomocniczy Garoua (Kamerun)    | 29 maja 1969   | 19 listopada 1972 |
| 3   | Anthony Sablan Apuron | biskup pomocniczy Hagåtña (Guam)      | 8 grudnia 1983 | 10 marca 1986     |
| 4   | Paolo Mietto          | wikariusz apostolski Napo (Ekwador)   | 1 lipca 1994   | 25 maja 2020      |
| 5   | Luka Sylvester Gopep  | biskup pomocniczy Minna (Nigeria)     | 9 grudnia 2020 |                   |